# Przestrzelenie kursu walutowego
Przestrzelenie kursu walutowego to zjawisko na rynku walutowym spowodowane wzrostem podaży pieniądza w warunkach wolniejszego wzrostu cen. 
Gdy wskutek działania władz monetarnych zwiększa się realna podaż pieniądza, a ceny wzrastają z opóźnieniem, to spadek krajowej stopy procentowej powoduje odpływ kapitału i waluta krajowa ulega deprecjacji. Niektórzy ekonomiści uważają, że początkowa deprecjacja będzie zbyt duża (przestrzelenie kursu walutowego), to znaczy, że kurs walutowy wzrośnie powyżej poziomu, na którym będzie się znajdował, kiedy już ceny w pełni dostosują się do większej podaży pieniądza (poziomu długookresowego).
Wzrost podaży pieniądza prowadzi do takiego samego wzrostu cen, gdy ceny są elastyczne i zmieniają się natychmiast. W krótkim okresie ceny rosną jednak nieznacznie, zatem wzrasta realna podaż pieniądza. Wtedy spada stopa procentowa i jest ona niższa od stopy zagranicznej aż do zakończenia dostosowania cenowego, co oznacza, że będzie następował odpływ kapitału wywołujący deprecjację waluty lokalnej. Koncepcja przestrzelenia kursu walutowego sprowadza się do tego, że podczas tej początkowej fazy kurs walutowy przestrzeli poziom, który wynikałby ze wzrostu podaży pieniądza przy doskonale elastycznych cenach.